# Daniel Jarque
Pour les articles homonymes, voir Jarque.
Daniel Jarque González (né le 1er janvier 1983 à Barcelone et mort le 8 août 2009 à Florence) est un footballeur espagnol évoluant au poste de défenseur central de 2002 à 2009.
Il effectue toute sa carrière dans son club formateur du RCD Espanyol. Jarque décède des suites d'une insuffisance cardiaque en août 2009.

## Carrière
Formé au RCD Espanyol, Daniel Jarque fait ses débuts en première division espagnole en 2002-2003 et, après 15 apparitions en deux saisons, remporte la Coupe du Roi en 2006.
En 2005-2006, il inscrit quatre buts en championnat et l'équipe termine quinzième au classement. La saison suivante, après avoir prolongé son contrat jusqu'en 2009, Jarque joue 14 matchs en coupe de l'UEFA, l'Espanyol atteignant la finale, perdue aux tirs au but face au FC Séville.
En août 2009 Jarque est retrouvé mort dans sa chambre durant un stage de pré-saison, au centre d'entraînement de Coverciano à Florence. On estime qu'une insuffisance cardiaque est la cause de son décès. 
Le 11 juillet 2010, lors de la finale de la Coupe du monde voyant l'Espagne s'imposer 1-0, Andrés Iniesta lui a dédié son but victorieux en enlevant son maillot pour dévoiler un tee-shirt sur lequel est inscrit « Dani Jarque siempre con nosotros » (« Dani Jarque toujours avec nous »).
Depuis cette tragique disparition, son numéro 21 a été retiré à l'Espanyol de Barcelone et une minute d'applaudissement est respectée durant chaque 21e minute de jeu au stade Cornella-El Prat. Le brassard de capitaine du club porte également le numéro 21. Une statue le représentant a été érigée devant la porte 21 du stade de l'Espanyol à Cornella-El Prat. Elle a été inaugurée le 21 janvier 2012.
Lors de la saison 2014-2015, il est toujours celui qui vend le plus de maillots de son équipe de toujours, l'Espanyol de Barcelone.
Le centre d'entraînement de l'Espanyol porte également son nom, le Ciutat esportiva Dani Jarque.

## Statistiques
| Saison                | Club                  | Championnat           | Championnat | Championnat | Coupe(s) nationale(s) | Coupe(s) nationale(s) | Supercoupe | Supercoupe | Compétition(s) continentale(s) | Compétition(s) continentale(s) | Compétition(s) continentale(s) | Total | Total |
| Saison                | Club                  | Division              | M.          | B.          | M.                    | B.                    | M.         | B.         | Comp.                          | M.                             | B.                             | M.    | B.    |
| 2002-2003             | RCD Espanyol          | Primera División      | 6           | 0           | 1                     | 0                     | -          | -          | -                              | -                              | -                              | 7     | 0     |
| 2003-2004             | RCD Espanyol          | Primera División      | 9           | 0           | 1                     | 0                     | -          | -          | -                              | -                              | -                              | 10    | 0     |
| 2004-2005             | RCD Espanyol          | Primera División      | 21          | 1           | 1                     | 0                     | -          | -          | -                              | -                              | -                              | 22    | 1     |
| 2005-2006             | RCD Espanyol          | Primera División      | 34          | 4           | 7                     | 1                     | -          | -          | C3                             | 8                              | 0                              | 49    | 5     |
| 2006-2007             | RCD Espanyol          | Primera División      | 36          | 0           | 1                     | 0                     | 2          | 0          | C3                             | 14                             | 0                              | 53    | 0     |
| 2007-2008             | RCD Espanyol          | Primera División      | 31          | 1           | 1                     | 0                     | -          | -          | -                              | -                              | -                              | 32    | 1     |
| 2008-2009             | RCD Espanyol          | Liga                  | 36          | 2           | 3                     | 1                     | -          | -          | -                              | -                              | -                              | 39    | 3     |
| Total sur la carrière | Total sur la carrière | Total sur la carrière | 173         | 8           | 15                    | 2                     | 2          | 0          | -                              | 22                             | 0                              | 212   | 10    |

## Palmarès
- RCD Espanyol :
  - Vainqueur de la Coupe d'Espagne en 2006.
  - Finaliste de la Coupe UEFA en 2007.
- Espagne moins de 19 ans :
  - Vainqueur du Championnat d'Europe de football des moins de 19 ans en 2002.